# Freising
Freising är en stad i Landkreis Freising i Regierungsbezirk Oberbayern i förbundslandet Bayern i Tyskland.  Folkmängden uppgår till cirka 50 000 invånare.
Staden ligger vid floden Isar, norr om München.
Den var under medeltiden (från 724) huvudstad i biskopsdömet Freising, som 1802 tillsammans med staden införlivades i staden Bayern. Sedan 1817 ingår Freisen i ett ärkebiskopsdöme München-Freisen, men dess residens är förlagt till München. Freisen har en evangelisk och flera katolska undervisningsanstalter. Det närbelägna forna benediktinklostret Weihenstephan som existerade 725-1803, blev senare lantbrukshögskola och bryggeri.
Freising är berömt för sin domkyrka, en femskeppig tegelbasilika i senromansk stil från 1100-talet slut. I domkyrkan finns en krypta med pelare smyckade å baser och kapitäl med fantastiska bilder, en av pelarna är helt täckt med figurer. Utöver domkyrkan har staden flera medeltidskyrkor, ett biskopspalats och andra medeltida byggnader.

## Infrastruktur
Staden ligger nära Münchens flygplats. Motorvägen A92 går förbi staden.